# 城关镇 (新安县)
城关镇，是中华人民共和国河南省洛陽市新安县下辖的一个乡镇级行政单位。

## 行政区划
城关镇下辖以下地区：
东街社区、西街社区、中街社区、城关社区、江庄村社区、暖泉社区、马沟社区、王庄社区、大章社区、北关村、河南村、上河村、南庄村、寨湾村、厥山村、陈湾村、宋村、石庙村、后峪村、塔地村、牌楼村、林庄村、古路村、杨岭村、上杨村、王沟村、西高村、东高村、尤坟咀村、赵沟村、安乐村、刘村和火虫驿村。